# Un diadema di successi
Un diadema di successi è una compilation pubblicata nel 1972 dal gruppo musicale italiano dei Ricchi e Poveri, per la Apollo e distribuita dalla RCA.

## Descrizione
Il disco raccoglie le canzoni del periodo 1969-1972: tra queste, dieci erano state già pubblicate su album precedenti, mentre Un diadema di ciliegie e Fumo nero, già uscite su 45 giri, non erano mai state pubblicate su un LP. L'album contiene anche i tre brani portati dai Ricchi e Poveri alle loro prime tre partecipazioni consecutive al Festival di Sanremo: La prima cosa bella (secondo posto al Festival di Sanremo 1970); Che sarà (secondo posto al Festival di Sanremo 1971); e la già citata Un diadema di ciliegie (undicesimo posto al Sanremo 1972). Quest'ultimo brano è quello che ha ispirato il titolo dell'album. Sono presenti anche due singoli del 1970: In questa città (quarto posto al Festivalbar) e Primo sole, primo fiore (presentato alla Mostra Internazionale di Musica Leggera di Venezia).
L'album è stato ristampato nel 1976 nella serie Lineatre realizzata dall'etichetta RCA Italiana, nello stesso anno della pubblicazione dell'album di inediti I musicanti e dell'album/raccolta che porta il nome del gruppo, Ricchi & Poveri.

## Tracce
Lato A
1. Un diadema di ciliege - 1972 (Romano Bertola)
2. Amici miei - 1971 (Adattamento: Carlo Nistri)
3. Che sarà - 1971 (Franco Migliacci/Jimmy Fontana/Carlo Pes)
4. Limpido fiume del sud - 1971 (Carlo Nistri/Angelo Sotgiu/Franco Gatti)
5. L'amore è una cosa meravigliosa - 1969 (Devilli/Fain/Webster)
6. Primo sole, primo fiore - 1970 (Luigi Albertelli/Donato Renzetti)

Lato B
1. Fumo nero - 1971 (Carlo Pes/Jimmy Fontana)
2. Addio mamma, addio papà - 1971 (Massimo Salerno/Alberto Salerno)
3. In questa città - 1970 (Franco Califano/Giosy Capuano/Mario Capuano/Edoardo Vianello)
4. Oceano - 1970 (Franco Califano/Roberto Conrado)
5. La prima cosa bella - 1970 (Mogol/Nicola Di Bari)
6. Ma la mia strada sarà breve - 1971 (Carlo Nistri/Angelo Sotgiu/Franco Gatti)

Inserito singolo nel template

## Dettagli pubblicazione
| Paese  | Data | Etichetta | Formato | Nº Catalogo |
| ------ | ---- | --------- | ------- | ----------- |
| Italia | 1972 | Apollo    | 33 giri | ZSLA 55048  |

Pubblicazione & Copyright: 1972 - Apollo - Roma.

Distribuzione: RCA Italiana - Roma.